# Philadelphia (série télévisée)
Pour les articles homonymes, voir Philadelphie (homonymie).
 (novembre 2021).
Si vous disposez d'ouvrages ou d'articles de référence ou si vous connaissez des sites web de qualité traitant du thème abordé ici, merci de compléter l'article en donnant les références utiles à sa vérifiabilité et en les liant à la section « Notes et références ».
Philadelphia (It's Always Sunny in Philadelphia) est une sitcom américaine créée par Rob McElhenney, Glenn Howerton et Charlie Day, qui en sont également les principaux acteurs, et diffusée depuis le 4 août 2005 sur FX puis sur FXX.
En France, la série est diffusée à partir du 6 mars 2008 sur Canal+, puis sur Netflix jusqu'en 2016 puis sur Disney+ le 28 juillet 2021. Le 1er février 2023, les quinze saisons sont disponibles sur la plateforme. En Belgique, les 16 saisons sont disponibles sur Disney + .Elle reste inédite dans les autres pays francophones.

## Synopsis
La série suit les aventures d'un groupe d'amis qui tiennent un bar irlandais miteux à Philadelphie, le Paddy's Pub. Bien que chacun soit doté de caractères très différents, les personnages principaux (quatre, puis cinq dès la deuxième saison) ont en commun d'être malhonnêtes, égoïstes, avares, sans scrupules et assez fainéants. Tous boivent beaucoup.
Un certain nombre d'épisodes les mettent en scène en train de conspirer les uns contre les autres ou contre des tierces personnes, pour des gains dérisoires ou par simple plaisir de nuire. Presque tout ce qu'ils entreprennent suscite la compétition entre eux et échoue lamentablement.
La série aborde des sujets controversés comme l'avortement, le racisme, les armes à feu, le sexisme, la religion, les personnes transgenres, les droits des homosexuels ou encore le harcèlement sexuel.

## Distribution

### Acteurs principaux
- Charlie Day (VF : Benoît Du Pac) : Charlie Kelly
- Rob McElhenney (VF : Jérôme Keen) : Ronald « Mac » McDonald
- Glenn Howerton (VF : Martial Le Minoux) : Dennis Reynolds
- Kaitlin Olson (VF : Bérangère Jean) : Deandra « Sweet Dee » Reynolds
- Danny DeVito (VF : Philippe Peythieu) : Frank Reynolds (depuis la saison 2)

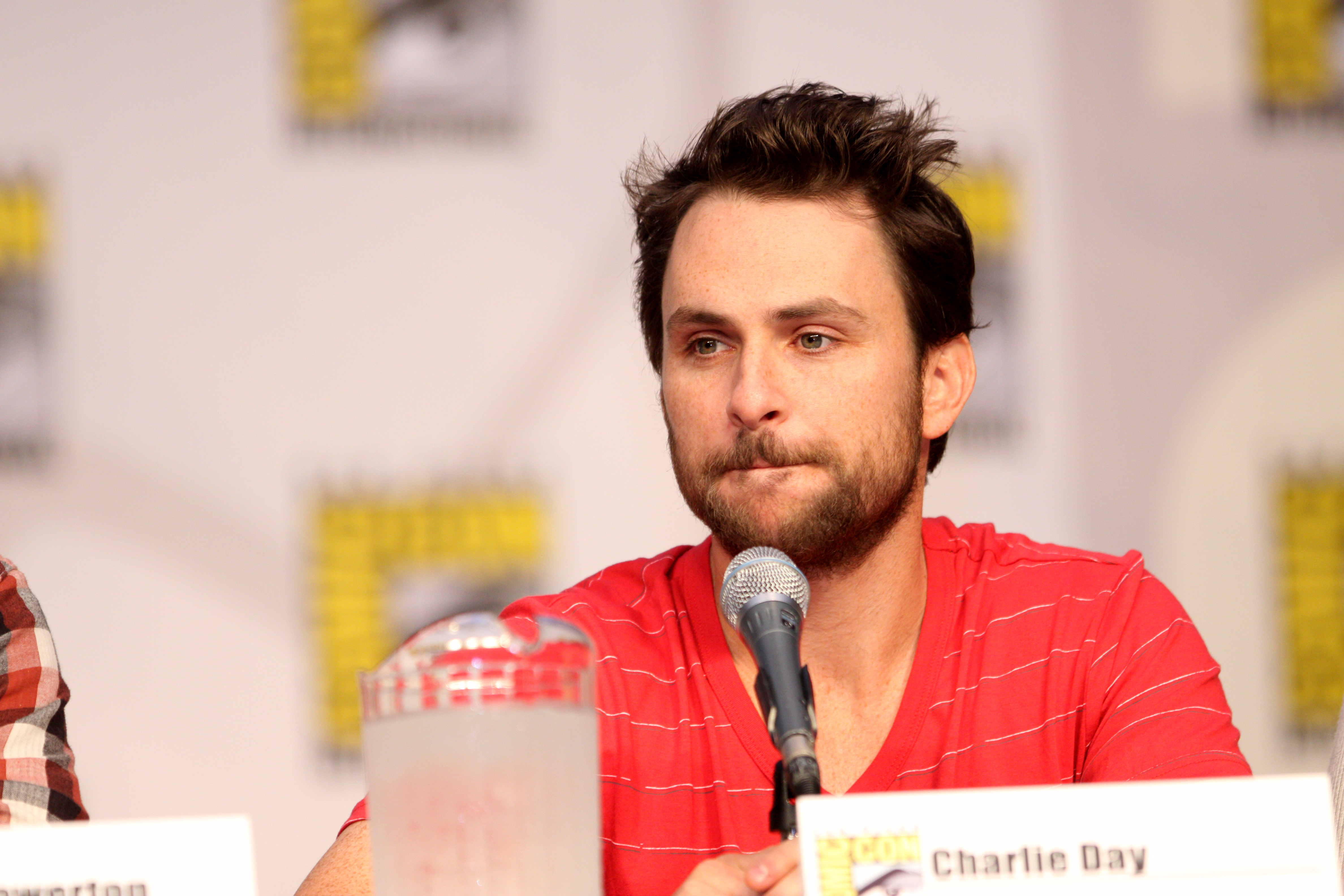
Charlie Day dans le rôle de Charlie Kelly
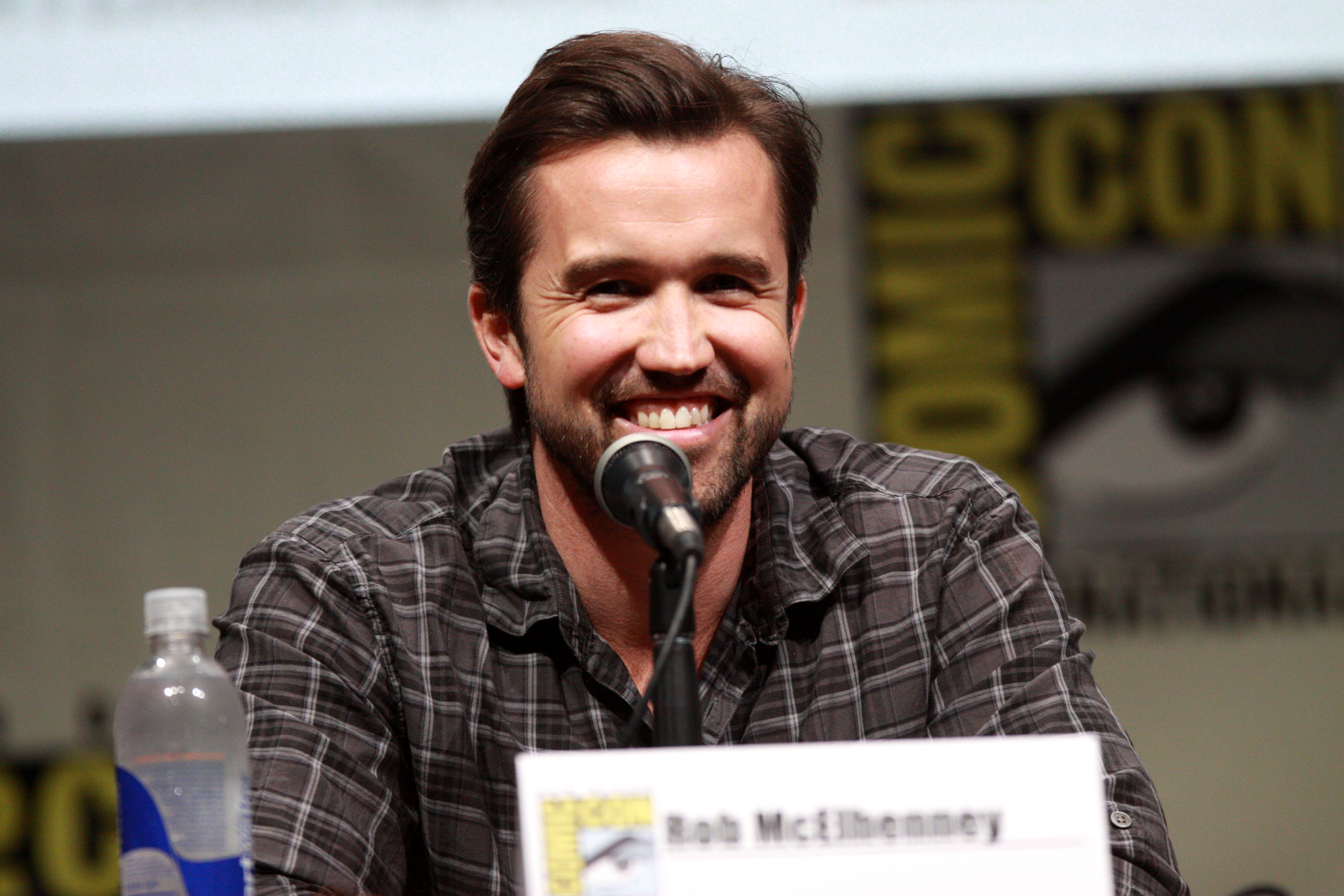
Rob McElhenney dans le rôle de Ronald « Mac » McDonald
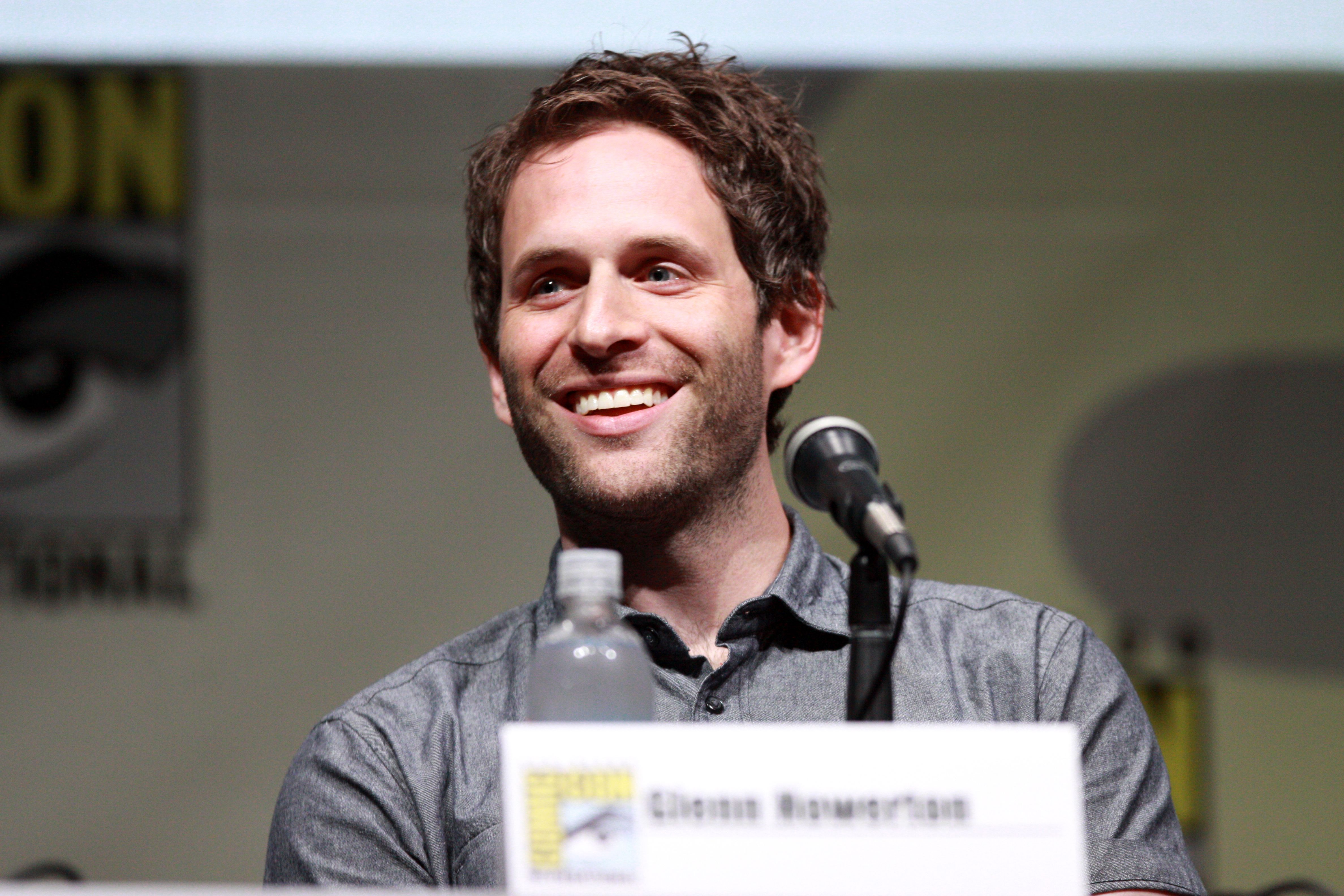
Glenn Howerton dans le rôle de Dennis Reynolds
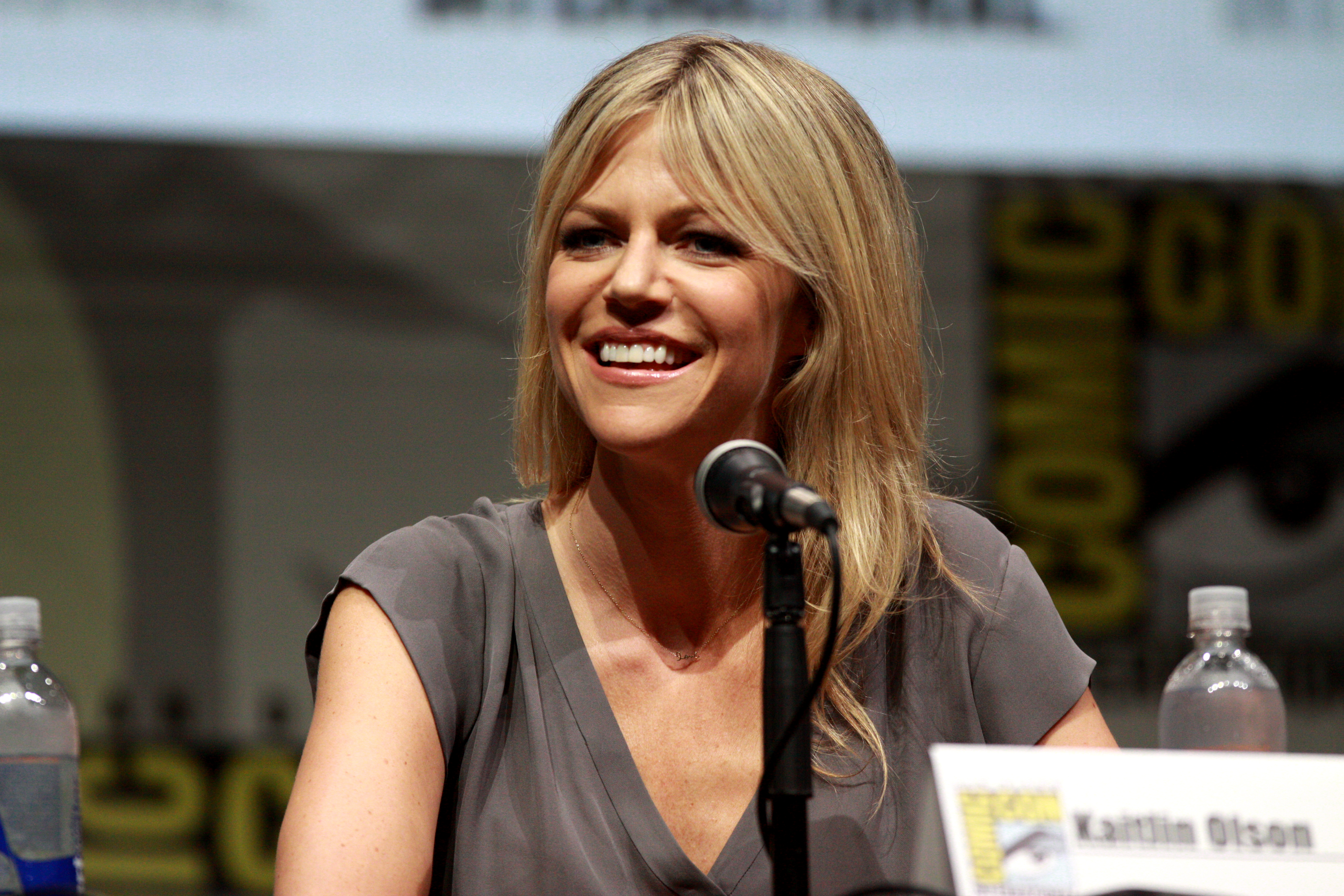
Kaitlin Olson dans le rôle de Deandra « Sweet Dee » Reynolds
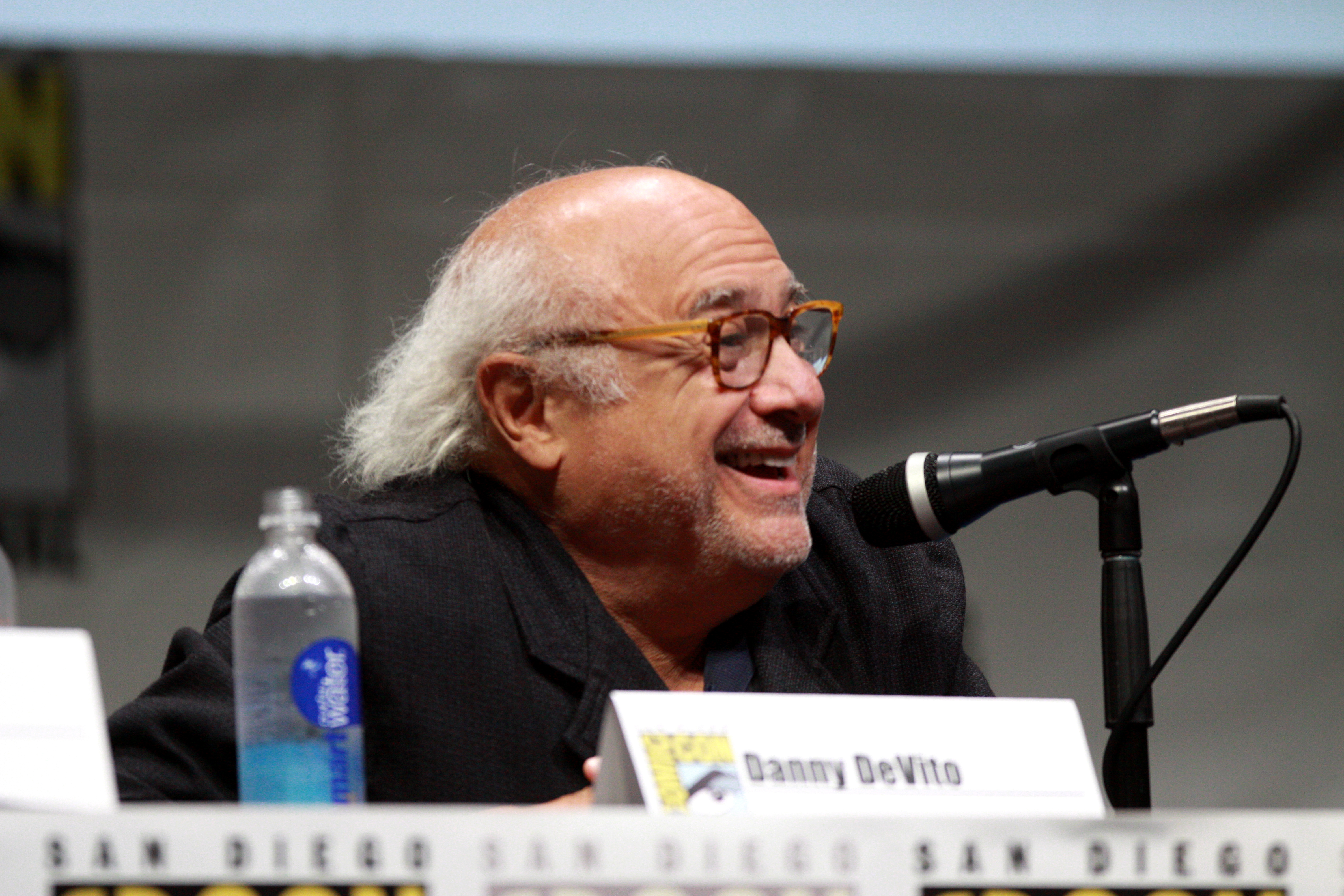
Danny DeVito dans le rôle de Frank Reynolds

### Acteurs secondaires
- Mary Elizabeth Ellis (VF : Jessica Barrier) : la serveuse (saisons 1 à 13)
- Artemis Pebdani (en) (VF : Murielle Naigeon) : Artemis (saisons 1 à 9, 11 et 13)
- David Hornsby (en) : Matthew Mara / Rickety Cricket (saisons 2 à 13)
- Brittany Daniel (VF : Jessie Lambotte) : Carmen (saisons 1, 3 et 6)
- Jimmi Simpson (VF : Jean-François Pagès) : Liam McPoyle (saisons 1 à 3, 6, 8 et 11)
- Nate Mooney (en) (VF : Patrick Pellegrin) : Ryan McPoyle (saisons 1 à 3, 6, 8 et 11)
- Thesy Surface (VF : Christine Pâris) : Margaret McPoyle (saisons 2, 3, 6, 8 et 11)
- Lynne Marie Stewart (VF : Florence Dumortier) : Bonnie Kelly (saisons 1 à 6, 8, 10 et 12)
- Andrew Friedman (VF : Nicolas Beaucaire) : Jack Kelly (saisons 1, 5, 6, 9 et 11 à 13)
- Anne Archer (VF : Christine Pâris) : Barbara Reynolds (saison 2)
- Stephen Collins : Bruce Mathis (saisons 2 et 3)
- Travis Schuldt (VF : Fabien Briche) : Ben Smith (saisons 5, 6, 9 et 13)
- Lance Barber (VF : Philippe Bozo) : Bill Ponderosa (saison 6 et 8 à 13)
- Catherine Reitman : Maureen Ponderosa / Bastet (saisons 6 à 12)
- Sandy Martin : Madame Mac (saisons 2 à 12)
- Gregory Scott Cummins (en) : Luther McDonald (saisons 2 à 4, 6 et 10 à 13)
- T.J. Hoban (VF : Joseph Laurent) : Rex (saisons 4, 9, 10 et 13)
- Brian Unger (en) (VF : Éric Missoffe) : l'avocat (saisons 3, 5, 6, 8 et 11)
- Chad L. Coleman : Z
- Jessica Collins (VF : Nayéli Forest) : Jackie Denardo

### Acteurs invités
Saison 1
- Malcolm Barrett : Terrell
- Autumn Reeser : Megan
- Michael Rosenbaum : Colin

Saison 2
- Natasha Leggero : une strip-teaseuse
- Tiffany Haddish : une strip-teaseuse

Saison 3
- Judy Greer : Ingrid Nelson
- Richard Ruccolo : un financier

Saison 4
- Fisher Stevens : Lyle Korman
- Rob Thomas : lui-même
- Sinbad : lui-même

Saison 5
- Melanie Lynskey : Kate
- P. J. Byrne : Tad
- Nora Dunn : Tante Donna
- Mary Lynn Rajskub : Gail l'escargot
- Roddy Piper : Da' Maniac
- Marshall Allman (VF : Adrien Solis) : Bezzy
- Noah Bean : Art Sloan

Saison 6
- René Auberjonois : Larry Meyers
- Dave Foley : le principal MacIntyre
- Tom Sizemore : le routier
- Jason Sudeikis (VF : Thierry Kazazian) : Schmitty
- Pablo Schreiber : Ricky Falcone
- David Huddleston : Eugene Hamilton

Saison 7
- Jon Polito : Gino Reynolds
- Lance Reddick : Reggie

Saison 8
- Guillermo del Toro : Pappy McPoyle
- Alexandra Daddario : Ruby Taft
- Sean Combs (VF : Luc Boulad) : Dr. Jinx

Saison 9
- Seann William Scott : "Mac des champs"
- Josh Groban : lui-même

Saison 10
- Wade Boggs : lui-même
- Dominic Burgess Psycho Pete
- Keegan-Michael Key : Grant Anderson
- Dax Shepard : JoJo

Saison 11
- Andy Buckley : Andy
- Dean Cameron : David Drisko
- Richard Grieco : lui-même
- Reginald VelJohnson : le juge Melvoy
- Brian Doyle-Murray : le capitaine Garcia
- Tuc Watkins : Scott

Saison 12
- Scott Bakula (VF : Guy Chapellier) : lui-même
- David Benioff : un maître-nageur
- D. B. Weiss : un maître-nageur
- Dana White : lui-même
- Megan Olivi : elle-même
- Donald Cerrone : lui-même
- Paul Felder : lui-même

- Version française
  - Société de doublage : Dubb4You (saisons 1 à 4) puis Synchro-France (saisons 5-6[3]) puis Dubbing Brothers (depuis la saison 7)
  - Direction artistique : Christine Pâris[3]
  - Adaptation des dialogues : Perrine Dézulier, Axel Leydier et Romain Hammelburg[3]

### Production
Le 1er avril 2016, FX a renouvelé la série pour une treizième et une quatorzième saisons.
Le 10 décembre 2020, FX a renouvelé la série pour quatre saisons supplémentaires, soit jusqu'à la dix-huitième saison.

## Personnages

### Personnages principaux
- Charlie Kelly (Charlie Day)

Charlie est l'ami d'enfance de Mac et Dennis, et copropriétaire du Paddy's. Charlie est pauvre et vit dans un petit appartement crasseux. Il montre à plusieurs reprises des signes de dyslexie, voire d'illettrisme et a tendance à perdre son calme lorsque survient un problème. Il est chargé des pires corvées du bar : « le travail de Charlie ». Assez naïf, Mac et Dennis le manipulent fréquemment en testant ses capacités et son courage.

Bien qu'il semble totalement dénué d'intelligence, Charlie s'avère être le meilleur musicien de la bande.

Charlie n'est pas très doué avec les filles mais il est follement amoureux de la serveuse d'un café qui est, elle, très attirée par Dennis. On apprend à la fin de la saison 2 que Frank Reynolds est peut-être son père biologique.
- Mac (Rob McElhenney)

Mac est l'ami d'enfance de Charlie et Dennis, il est copropriétaire du bar et généralement le plus actif des gestionnaires.

Son père est un trafiquant de drogue incarcéré. Peu populaire au lycée, il revendait donc de la drogue pour se faire des amis.

Mac est sorti avec Carmen, qui est en fait une femme transgenre, avant de sortir un moment avec la « serveuse ». Se disant hétérosexuel, il semble se voiler la face quant à son attirance pour les personnes dotées de pénis, ce que n'a pas manqué de remarquer le reste de la bande.

Mac est catholique et semble être le seul membre de la bande à avoir une foi religieuse. 

Il se vante de ses incroyables aptitudes au combat, même s'il est évident qu'il manque de vraie compétence sportive.

On apprend, dans la saison 7, que son véritable nom est « Ronald McDonald ».
- Dennis Reynolds (Glenn Howerton)

Dennis est copropriétaire du Paddy's et le colocataire de Mac. Il a une sœur jumelle, Dee.

Dennis est égocentrique, il se trouve exceptionnellement beau et prend très mal toutes critiques sur son physique. Il enlève à plusieurs reprises sa chemise pour montrer ses « pecs ».

Dennis était très populaire à l'école et avait de très bonnes notes.

Ses parents étant riches, il se permet de porter des vêtements à la mode et de conduire un Land Rover.
- Deandra Reynolds « Sweet Dee » (Kaitlin Olson)

C'est la sœur jumelle de Dennis, elle rêve de devenir actrice.

Elle était impopulaire à l'école à cause de sa scoliose, elle devait toujours porter un corset et se faisait appeler « le monstre d'aluminium ». 

Étant la seule fille de la bande, elle est régulièrement l'objet de moqueries et tenue à l'écart. Elle semble parfois prête à tout faire pour s'intégrer.

Elle a tendance à avoir des haut-le-cœur et faire des erreurs quand elle est sous la pression. Quand elle est en colère, elle est très violente.
- Frank Reynolds (Danny DeVito) (Saison 2-)

Frank est le père juridique de Dennis et Dee, ainsi que (probablement) le père biologique de Charlie. Frank est un homme d'affaires prospère qui traverse la crise de la cinquantaine. Il est divorcé et a décidé de s'associer à ses enfants et leur bande en devenant copropriétaire du Paddy's en achetant un bout du terrain où le bar est construit (voir « La bande fait son djihad »). C'est ce qui lui a permis de rejoindre de force la bande.

Frank est un maître manipulateur, il connaît beaucoup de gens sordides à Philadelphie. Il prétend que l'intérêt de ses enfants lui tient à cœur, mais très souvent il les exploite et les insulte. Frank est très choqué lorsqu'il apprend que Dennis et Dee ne sont pas ses enfants biologiques. Il vit dans l'appartement de Charlie.

### Personnages secondaires
- Les frères McPoyle : Ryan (Nate Mooney) et Liam (Jimmi Simpson)

Ce sont d'anciens camarades de classe de Charlie et Mac. Il est laissé entendre que la famille McPoyle est une famille consanguine et que Ryan et Liam ont des relations entre eux et avec leur sœur, Margaret (Thesy Surface), sourde et muette.
Ryan et Liam ont de nombreux autres frères et sœurs (voir « La bande devient invincible »).
Les frères McPoyle sont ennemis avec Charlie depuis qu'il a déjoué leur plan pour devenir riches.
- La serveuse (Mary Elizabeth Ellis)

Personnage le plus récurrent en dehors de la bande, la serveuse est une alcoolique en sevrage dont Charlie est follement amoureux. La serveuse n'est pas du tout intéressée par Charlie, mais a cependant un faible pour Dennis. Charlie tente par tous les moyens de la séduire tout comme elle le fait avec Dennis. À cause de cela, elle est souvent victime des plans manipulateurs de Dennis et Dee. Aucun des personnages (sauf peut-être Charlie) ne connaît son vrai nom ; ils la surnomment « la serveuse ». L'actrice Mary Elizabeth Ellis est dans la vraie vie la femme de Charlie Day.
- Matthew Mara alias Rickety Cricket (David Hornsby (en))

Un vieux camarade de classe de la bande qui était obligé de porter d'énormes béquilles orthopédiques au lycée, et qui est devenu par la suite prêtre. Son personnage apparaît en premier lieu dans « La bande fait des miracles », et on apprend qu'il a le béguin pour Dee depuis le lycée. Il devient ensuite un sans-abri et développe une addiction à la cocaïne à cause de Dee et Charlie. Il cherche à nuire à la bande par tous les moyens après que celle-ci lui a cassé les jambes.

## Anecdotes
- L'épisode pilote aurait coûté moins de 200 dollars aux créateurs de la série, qui ont démarché différentes chaînes de télévision pour finalement signer avec FX. Cet épisode a été tourné avec un caméscope numérique par Charlie Day, Glenn Howerton, et Rob McElhenney. La série s'appelait alors It's Always Sunny on TV et se déroulait à Los Angeles.
- Le budget de la série étant à l'origine très limité, les chansons utilisées dans les premières saisons appartiennent au domaine public (comme la chanson du générique, Temptation Sensation par Heinz Kiessling).
- Selon Charlie Day, le générique de la série est l'un des génériques les moins chers de la télévision : ils l'ont tourné de nuit, en faisant le tour de Philadelphie en voiture.
- Les audiences de la première saison ont été plutôt bonnes, mais la chaîne a préféré ajouter une personnalité bien connue du grand public pour faire connaitre la série et avoir ainsi de meilleures audiences. Danny DeVito, qui est un ami de Tom Lofaro (producteur de la série), l'a contacté dès qu'il a su que la chaîne recherchait un acteur pour un nouveau rôle dans la série.
- Lors du tournage de la saison 2, Danny DeVito n'était disponible que pendant vingt jours. Les producteurs devaient donc travailler sur les dix épisodes en même temps.
- Mary Elizabeth Ellis (la serveuse) est dans la vie la femme de Charlie Day (Charlie Kelly), tandis que Kaitlin Olson (Sweet Dee) est l'épouse de Rob McElhenney (Mac).
- Glenn Howerton (Dennis Reynolds) est quant à lui marié à l'actrice Jill Latiano, celle-ci faisant une apparition dans un épisode de la saison 5.